# Sphaerodactylus notatus
Espèce
Statut de conservation UICN

 LC  : Préoccupation mineure
Sphaerodactylus notatus est une espèce de geckos de la famille des Sphaerodactylidae.

## Répartition
Cette espèce se rencontre :

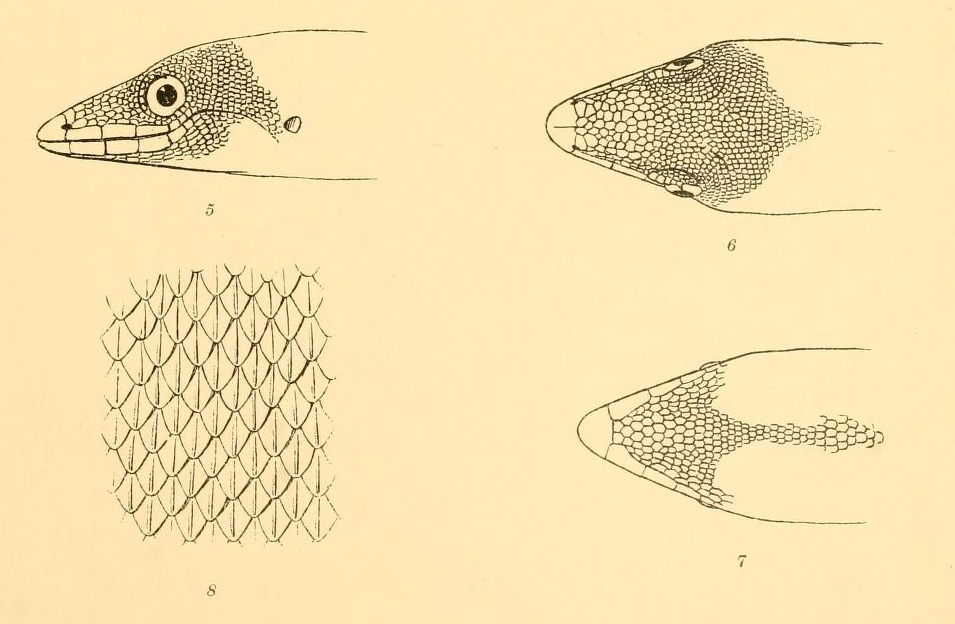

- à Cuba ;
- sur l'île d'Hispaniola ;
- en Floride aux États-Unis ;
- aux Bahamas.

## Liste des sous-espèces
Selon The Reptile Database (21 juin 2012) :
- Sphaerodactylus notatus amaurus Schwartz, 1966
- Sphaerodactylus notatus atactus Schwartz, 1966
- Sphaerodactylus notatus notatus Baird, 1859
- Sphaerodactylus notatus peltastes Schwartz, 1966

## Taxinomie
La sous-espèce Sphaerodactylus notatus exsul a été élevée au rang d'espèce.

## Publications originales
- Baird, 1859 "1858" : Description of new genera and species of North American lizards in the museum of the Smithsonian Institution. Proceedings of the Academy of Natural Sciences of Philadelphia, vol. 10, p. 253-256 (texte intégral).
- Schwartz, 1966 "1965" : Geographic variation in Sphaerodactylus notatus Baird. Revista de Biologia Tropical, vol. 13, p. 161-185.